# زردشت بهرام بازدو

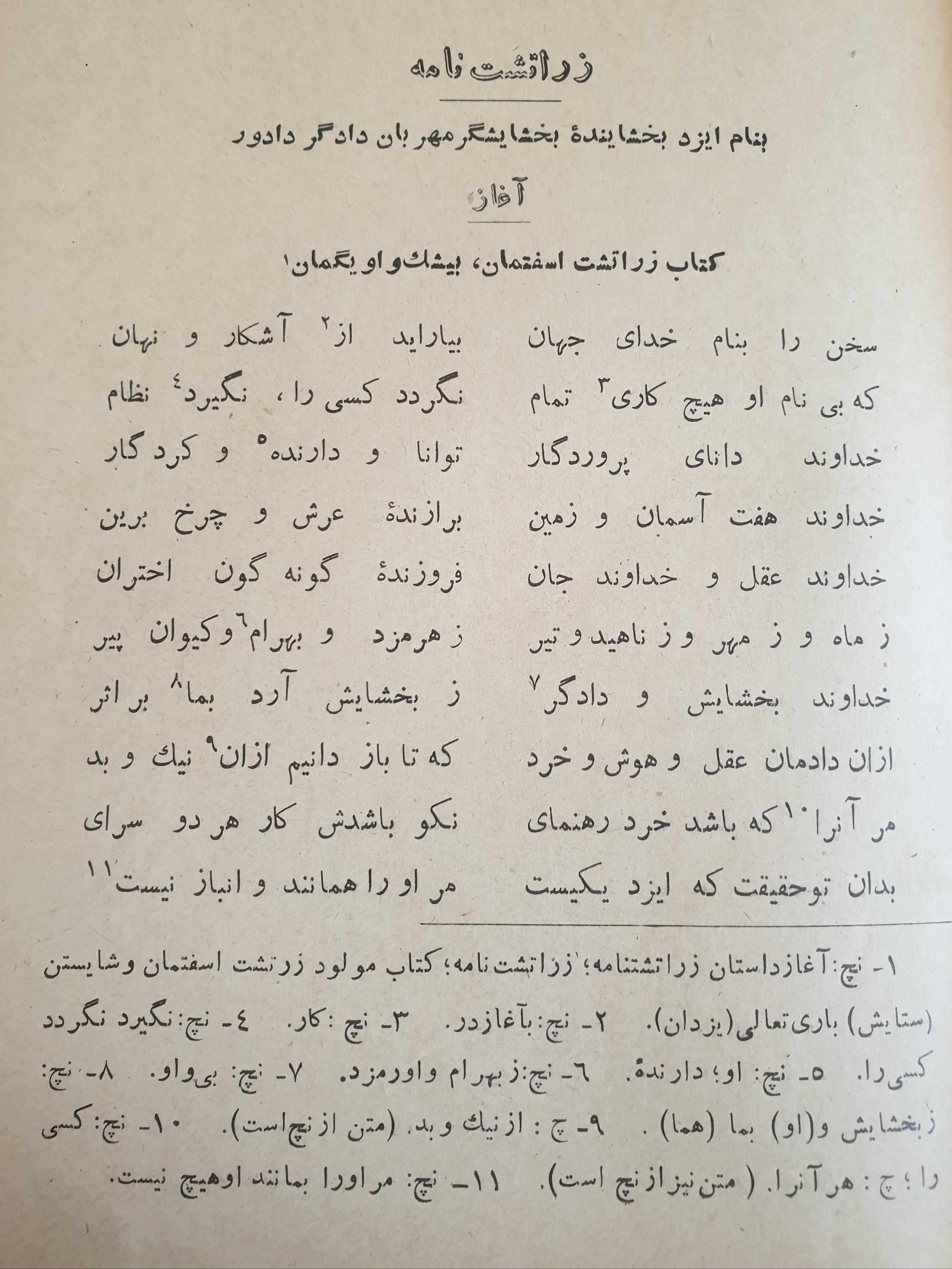
الصفحة الأولى من كتاب زرادشت نامه باللغة الفارسية.

زردشت بهرام بازدو كان شاعرًا فارسيًا زرادشتيًا مهمًا وابن بهرام بازهدو . ولد في أوائل أو منتصف القرن الثالث عشر. وهو المؤلف الذي يحمل نفس الاسم لكتاب زرادشت نامه، على الرغم من أن العمل ربما يكون قد كُتب في وقت سابق من شخصية تدعى كايكاووس بن كيخسرو.

## عمل

### زرادشت نامه (كتاب زرادشت)
ويبدأ الكتاب بالثناء على الله والتأكيد على وحدانيته. وبحسب المؤلف فإن المبدأ الأهم، وهو الاستقامة ورفض الباطل، هو ما نطلبه من الله.

### كتاب أردا فيراف
القصة تدور حول أردا فيراف، وهو كاهن زرادشتي يقوم برحلة روحية إلى الجنة والجحيم. القصيدة الفارسية مبنية على كتاب أردا فيراف الفارسي الأوسط.

## الإرث
باعتباره شاعرًا فارسيًا نادرًا حيث كان من أتباع الديانة الزرادشتية، بعكس غالبية الفُرس التي أسلمت، فقد قدَّم زرادشت بهرام السيرة الأكثر شمولًا لزرادشت من وجهة نظر زرادشتية. وقد استخدم أيضًا العديد من الكلمات الفارسية الوسطى (البهلوية).

## فهرس
- زرادشت بهرام ب. باجدو، زاراتوشت ناما (Le Livre De Zoroastre)، أد. فريدريك روزنبرغ، سانت بطرسبورغ، مفوضو الأكاديمية الإمبراطورية للعلوم، 1904، ص 2.
- ر. عفيفي (محرر)، أردا فيراف نما يي مانزوم إي زرتوشت بهرام إي بازدو، مشهد، 1964، ص 15-17.
- Sheffield، Daniel J. (2015). "Primary Sources: New Persian". في Stausberg، Michael؛ Vevaina، Yuhan Sohrab-Dinshaw (المحررون). The Wiley Blackwell Companion to Zoroastrianism. Wiley-Blackwell. ص. 529–542.